# Stumble Upon
Stumble Upon was de naam van een plug-in voor Firefox, Google Chrome en Internet Explorer waarmee mensen in staat werden gesteld om te stumblen: "toevallig" terechtkomen op websites waarvan andere stumblers meenden dat deze de moeite waard zijn, en die passen bij de interesses die de gebruiker heeft opgegeven. Hierdoor kon men websites ontdekken waarnaar men niet op zoek was, maar die wellicht wel interessant zijn. Stumble Upon is als naam voor een website gestopt in juni 2018 en langzamerhand overgestapt met de naam Mix naar een app voor de mobiel zowel onder iOS als Android.

## Werking
Stumble upon werkte met een stemsysteem waarmee websites als goed of slecht konden worden gewaardeerd. De websites en bijbehorende stemmen werden opgeslagen in de database en ingedeeld naar categorie. De gebruiker koos zijn persoonlijke voorkeuren uit de lijst categorieën. Uit deze combinatie van menselijke meningen en machinaal leren worden groepen van gelijkdenkende mensen gecreëerd.
De plug-in voegde aan de browser de knop 'Stumble' toe. Als men deze aanklikte werd een min of meer willekeurige website gepresenteerd uit de database van websites. Websites met veel positieve stemmen zullen vaker voorkomen. De gebruiker kon zelf zijn bijdrage leveren door zijn mening over de site te geven.
Stumble Upon kan ook als een sociale netwerksite beschouwd worden omdat men vrienden kan toevoegen, men krijgt dan de kans om de sites die je vrienden waarderen te bezoeken.

## Vergelijking met traditionele zoekmachine
Bij een traditionele zoekmachine moet de gebruiker trefwoorden ingeven en dan de resultaten gaan doorzoeken op relevante informatie. Stumble Upon gaf onmiddellijk pagina's weer die bij je interesses aanleunen. Door het ratingsysteem is de kans heel groot dat deze pagina van hoge kwaliteit (relevante en correcte informatie) is. Omdat geen geïndexeerde zoektabellen worden gebruikt is de kans op een dode link veel kleiner.  